# Nawias
Nawiasy – znaki pisarskie, używane z reguły parzyście, przeznaczone do ujmowania między nie tekstu lub symboli.
Nawiasów używa się w tekstach do logicznego wydzielenia ich mniej ważnych fragmentów. W nawiasy ujmuje się komentarze, wyjaśnienia, uzupełnienia tekstu głównego. Generalnie jednak nadużywanie nawiasów w polskim tekście jest niewskazane. Zaleca się użycie raczej innych znaków interpunkcyjnych jak przecinki czy myślniki.
W matematyce podstawowe znaczenie nawiasów to ustalanie kolejności wykonania działań. Tak na przykład {\displaystyle 10-(6-1)=5,} natomiast wykonując działania w kolejności kanonicznej tj. od lewej do prawej otrzymamy {\displaystyle 10-6-1=3.} W matematyce wyższej nawiasy okrągłe używane są też w innych znaczeniach np. do oznaczenia argumentów funkcji. Nawiasy kwadratowe, klamrowe, ostrokątne mają zazwyczaj inne, specjalne znaczenie.

## Nawiasy w ujęciu typograficznym

### Zasady interpunkcji
Tę sekcję należy dopracować:

przedstawiono sytuację tylko z polskiej perspektywy – sekcja powinna być przekrojowa.
Pomóż ją poprawić. Na stronie dyskusji mogą znajdywać się pomocne komentarze.
Spotyka się kilka odmian nawiasów, przy czym, jeśli stosowane są w parach, to używa się ich symetrycznie tego samego rodzaju:
- Nawiasy okrągłe (...) – są dziś podstawowym typem nawiasów, mają przeznaczenie ogólne. Na starszych maszynach do pisania brakowało pary tych znaków, a zastępowano je najczęściej dwukrotnym użyciem znaku ukośnika w postaci /.../. Tę formę nawiasów określa się też jako nawiasy proste, ale dziś stosowanie jej w normalnych tekstach jest błędem wynikającym z dosłownego powielania maszynopisów.

- Nawiasy kwadratowe [...] – używane są zgodnie z polską interpunkcją do zaznaczania wewnątrz cytatu fragmentów pominiętych, komentarzy lub tłumaczenia. W pracach naukowych zwykło się w nawiasach kwadratowych umieszczać odwołanie do źródła cytatu. Zasadniczo chodzi o wstawienie wyjaśnień niepochodzących od autora tekstu. Jeszcze inne zastosowanie to podawanie wymowy wyrazów w nawiasie kwadratowym. Poza tym używa się też nawiasów kwadratowych w charakterze nawiasów zewnętrznych, a więc gdy zachodzi potrzeba podkreślenia hierarchii nawiasów, to jest gdy w nawiasy trzeba ująć fragment tekstu znajdującego się już wewnątrz nawiasów. Zazwyczaj wtedy nawiasy zewnętrzne są kwadratowe, a wewnętrzne okrągłe.

- Nawiasy klamrowe {...} – spotyka się zasadniczo głównie w wydawnictwach specjalnych, na przykład słownikach. Czasem używa się ich też w celu zaznaczenia ingerencji edytorskich – wykasowań tekstu.

- Nawiasy ostrokątne ⟨...⟩ – rzadko spotykane w tekście ciągłym. W słownikach mogą być w nie ujmowane np. wskazówki etymologiczne. Nazwa „nawias ostrokątny”, mająca podłoże historyczne, jest myląca, gdyż współcześnie przedstawiane są jako kąty rozwarte. Ponieważ nawiasy ostrokątne nie są z reguły dostępne bezpośrednio z klawiatury, a często nawet nie ma tych znaków w dostępnych fontach, bywają zastępowane podobnymi znakami ASCII <...>(mniejszy, większy).

W tekstach naukowych pojawia się czasem konieczność zastosowania podwójnych nawiasów. Nawias kwadratowy może wtedy być zewnętrznym, a nawias okrągły – wewnętrznym. Można również użyć dwóch nawiasów okrągłych, najlepiej jednak byłoby w takiej sytuacji, o ile to możliwe, przeredagować tekst. Należy także unikać zbiegu dwóch nawiasów w tekście.
W języku polskim nawias otwierający jest zawsze poprzedzany odstępem, a tekst wewnątrz nawiasu następuje bez odstępu, odwrotnie postępuje się w przypadku nawiasu zamykającego. Jeśli jednak po nawiasie zamykającym powinien zostać umieszczony znak interpunkcyjny jak np. wykrzyknik, to stawia się go bez odstępu.
Jeśli wstawiany w nawiasie tekst sąsiaduje ze znakiem zapytania, wykrzyknikiem czy wielokropkiem, to taki znak umieszcza się przed tekstem wstawionym w nawiasie, a po nim stawia kropkę np.:
```
   Może powinnaś zadzwonić? (Na pewno czeka niecierpliwie).
```

Jeśli wstawiony tekst sąsiaduje z kropką, przecinkiem, średnikiem lub myślnikiem, to znak taki umieszcza się po nawiasie kończącym wstawiany tekst:
```
   Nie zadzwoniła (chociaż czekał).
```

Gdy całe zdanie jest ujęte w nawias, najpierw stawiamy nawias zamykający, a po nim – kropkę:
```
   Należy się codziennie gimnastykować. (Takie zalecenie daje wielu lekarzy).
```

A nawet, jeśli w nawiasie jest więcej niż jedno zdanie, kolejność ostatnich znaków w języku polskim będzie: nawias, kropka np.:
```
   Należy się codziennie gimnastykować. (Takie zalecenie daje wielu lekarzy. I nic innego nie powiedział ci twój kardiolog).
```

Używane czasem pojedyncze nawiasy klamrowe lub inne to w istocie raczej elementy graficzne grupujące tekst.
```
   

  

    

      

        

          

            

              

                

                

                  

                    

                      

                        
m

                        
y

                        
s

                        
z

                      

                    

                    

                      

                        
s

                        
z

                        
c

                        
z

                        
u

                        
r

                      

                    

                    

                      

                        
k

                        
r

                        

                          

                            

                              
o

                              
´

                            

                          

                        

                        
l

                        
i

                        
k

                      

                    

                  

                

                
}

              

              

                
s

                
s

                
a

                
k

                
i

              

            

            

              

                

                

                  

                    

                      

                        
s

                        
t

                        
r

                        
u

                        

                          

                            

                              
s

                              
´

                            

                          

                        

                      

                    

                    

                      

                        
w

                        
r

                        

                          

                            

                              
o

                              
´

                            

                          

                        

                        
b

                        
e

                        
l

                      

                    

                  

                

                
}

              

              

                
p

                
t

                
a

                
k

                
i

              

            

          

        

      

    

    
{\displaystyle {{\left.{\begin{matrix}mysz\\szczur\\kr{\acute {o}}lik\end{matrix}}\right\}{ssaki}} \atop {\left.{\begin{matrix}stru{\acute {s}}\\wr{\acute {o}}bel\end{matrix}}\right\}{ptaki}}}}

  

```

Do zapisu wyliczeń stosuje się czasem po literze lub symbolu pojedynczy zamykający nawias okrągły np.:
```
    Trzy gatunki gryzoni nadają się do hodowli w warunkach domowych:
    a) mysz,
    b) szczur,
    c) królik.
```

W wyliczeniach po cyfrze z reguły spotyka się kropkę. Typowe wyliczanie po cyfrach i literach powinno wyglądać następująco:
```
    1. Gryzonie
       a) mysz
       b) szczur
```

W tego typu zestawieniach nawias może jednak towarzyszyć cyfrze, zwłaszcza jeśli struktura będzie bardziej rozbudowana, jednak cyfra przy kropce oznacza wyższy rząd, np.:
```
    1. Zwierzęta
       1) Gryzonie
          a) mysz
```

Podobnie stosuje się również parzyście występujące nawiasy, jednak nie przy wyliczeniach, ale w linii:
```
    Trzy gatunki gryzoni nadają się do hodowli w warunkach
    domowych: (1) mysz, (2) szczur, (3) królik.
```

### Dostępność nawiasów w standardzie Unicode
Standard Unicode definiuje bardzo dużo znaków określanych jako nawiasy lub pełniących funkcję nawiasów. Niektóre z nich to nawiasy o kształcie muszli żółwia, inne odmiany to np. nawiasy używane do zapisu indeksów górnych czy dolnych. W standardzie Unicode obok zwykłych nawiasów przewidziane są też specjalne znaki będące liczbami lub małymi literami łacińskimi w nawiasie:
| Znaki   | Unicode         | Nazwa unikodowa                                                                  | Nazwa polska                                                           |
| ------- | --------------- | -------------------------------------------------------------------------------- | ---------------------------------------------------------------------- |
| ⑴ – ⒇   | U+2474 – U+2487 | PARANTHESIZED DIGIT ONE – NINE PARANTHESIZED NUMBER TEN – TWENTY                 | otoczona cyfra jeden – dziewięć otoczona liczba dziesięć – dwadzieścia |
| ⒜ – ⒵   | U+249C – U+24B5 | PARANTHESIZED LATIN SMALL LETTER A – Z                                           | otoczona łacińska litera A – Z                                         |
| ㈀ – ㉃ | U+3200 – U+3243 | PARANTHESIZED HANGUL KIYEOK – CHARACTER O HU PARANTHESIZED IDEOGRAPH ONE – REACH |                                                                        |

Typowe nawiasy typograficzne wykorzystywane w systemach komputerowych z zastosowaniem unikodu to:
| Znaki | Unicode       | Nazwa unikodowa                                                                      | Nazwa polska                                                                           | Zastosowanie                            |
| ----- | ------------- | ------------------------------------------------------------------------------------ | -------------------------------------------------------------------------------------- | --------------------------------------- |
| ⟨ ⟩   | U+27E8 U+27E9 | MATHEMATICAL LEFT ANGLE BRACKET MATHEMATICAL RIGHT ANGLE BRACKET                     | matematyczny nawias ostrokątny otwierający matematyczny nawias ostrokątny zamykający   | matematyka, lingwistyka                 |
| 〈 〉 | U+2329 U+232A | LEFT-POINTING ANGLE BRACKET RIGHT-POINTING ANGLE BRACKET                             | nawias ostrokątny otwierający nawias ostrokątny zamykający                             | wycofane z użycia w składzie matematyki |
| 〈 〉 | U+3008 U+3009 | LEFT ANGLE BRACKET RIGHT ANGLE BRACKET                                               | nawias ostrokątny otwierający nawias ostrokątny zamykający                             | systemy pisma CJK                       |
| < >   | U+003C U+003E | LESS-THAN SIGN GREATER-THAN SIGN                                                     | znak mniejszości znak większości                                                       | informatyka, matematyka                 |
| ‹ ›   | U+2039 U+203A | SINGLE LEFT-POINTING ANGLE QUOTATION MARK SINGLE RIGHT-POINTING ANGLE QUOTATION MARK | pojedynczy otwierający cudzysłów ostrokątny pojedynczy zamykający cudzysłów ostrokątny | literatura                              |

## Nawiasy w matematyce
Również w matematyce nawiasy stosuje się z reguły parzyście, przy czym zamykający nawias jest lustrzanym odbiciem otwierającego. Jako wyjątek można podać na przykład zapis przedziałów.

### Nawiasy grupujące wyrażenie
Nawiasy mogą być użyte w celu grupowania wyrażenia i określenia kolejności wykonywania działań matematycznych. Grupowanie może mieć też na celu optyczne rozbicie wyrażenia na logiczne części. Używa się w tym celu zazwyczaj nawiasów okrągłych. W przypadku konieczności użycia kilku nawiasów można w celu odwzorowania hierarchii zastosować nawiasy różnej wielkości lub nawiasy kwadratowe i klamrowe:
{\displaystyle \left\{\left[(a+b)^{2}-(a+c)^{2}\right]^{2}-\left[(a+b)^{2}+(n^{2}-1)\right]^{3}\right\}^{2}} albo
{\displaystyle \left(\left((a+b)^{2}-(a+c)^{2}\right)^{2}-\left((a+b)^{2}+(n^{2}-1)\right)^{3}\right)^{2}}

### Zapis zbiorów
Do notowania zbiorów używa się nawiasów klamrowych.
{\displaystyle M:=\{1,2^{2},3^{3},4^{4},\dots ,n^{n},\dots \}\cup \{x\mid x^{2}<2^{x}\}}

### Notacja przedziałów
Do zapisu przedziałów używa się trzech różnych konwencji. W przypadku przedziału otwartego {\displaystyle A=\{x\mid a<x<b\},} półotwartego {\displaystyle B=\{x\mid a\leqslant x<b\}} i zamkniętego {\displaystyle C=\{x\mid a\leqslant x\leqslant b\}} można napisać:
- {\displaystyle A=\left]a;b\right[\quad B=\left[a;b\right[\quad C=\left[a;b\right]}
- {\displaystyle A=(a;b)\quad B=[a;b)\quad C=[a;b]}
- {\displaystyle A=(a;b)\quad B=\langle a;b)\quad C=\langle a;b\rangle }

### Nawiasy klamrowe dla oznaczenia koniunkcji
Ujmując wyrażenia znajdujące się jedno pod drugim w nawiasy klamrowe można zaznaczyć i logiczną koniunkcję. I tak na przykład
{\displaystyle \left\{{\begin{matrix}x\geqslant 3\\x\leqslant y\end{matrix}}\right\}} oznacza {\displaystyle (x\geqslant 3)\wedge (x\leqslant y).}
Czasem jednak pomijany jest prawy nawias klamrowy, co prowadzi do zapisu:
{\displaystyle {\begin{cases}2x+y=15\\7x-15y=98\end{cases}}}
popularnego zwłaszcza przy zapisie układów równań.

### Nawiasy kwadratowe lub okrągłe do zapisu macierzy
{\displaystyle A={\begin{bmatrix}1&2&3&4\\4&5&6&7\\8&9&10&11\end{bmatrix}}\qquad {\text{lub}}\qquad A={\begin{pmatrix}1&2&3&4\\4&5&6&7\\8&9&10&11\end{pmatrix}}}
Spotyka się też zapis z dwiema pionowymi kreskami:
{\displaystyle A={\begin{Vmatrix}1&2&3&4\\4&5&6&7\\8&9&10&11\end{Vmatrix}}}

### Pochodne
Wyższe pochodne zapisywane są dla przejrzystości nie przy pomocy kresek, ale liczby arabskiej ujętej w nawias:
{\displaystyle f^{(4)}=f''''.}
Szczególnie użyteczny jest ten zapis, gdy zmienna jest liczba pochodnych:
{\displaystyle f^{(n+1)}=f^{(n)}+f^{(n-1)}.}

### Inne zastosowania nawiasów
- {\displaystyle {\tbinom {n}{k}}} oznacza kombinację n i k ({\displaystyle n} i {\displaystyle k} całkowite, {\displaystyle n\geqslant k}) lub też macierz o dwóch wierszach i jednej kolumnie, czyli wektor
- {\displaystyle \langle \mathbf {x} ,\mathbf {y} \rangle } to iloczyn skalarny x i y, krotka lub funkcja Cantora przyporządkowująca parze liczb naturalnych (lub ich skończonej liczbie) liczbę naturalną. Krotki często też bywają zapisywane w nawiasach okrągłych: {\displaystyle (\mathbf {x} ,\mathbf {y} )}
- {\displaystyle [{\hat {A}},{\hat {B}}]={\hat {A}}{\hat {B}}-{\hat {B}}{\hat {A}}} to komutator dwóch operatorów używany w opisie matematycznym stosowanym w mechanice kwantowej
- {\displaystyle [{\hat {A}},{\hat {B}}]_{+}={\hat {A}}{\hat {B}}+{\hat {B}}{\hat {A}}} to antykomutator, zapisywany alternatywnie jako {\displaystyle \{{\hat {A}},{\hat {B}}\}.}
- {\displaystyle \left\{F,G\right\}=\sum _{i=1}^{n}{\left({\frac {\partial F}{\partial q_{i}}}{\frac {\partial G}{\partial p_{i}}}-{\frac {\partial F}{\partial p_{i}}}{\frac {\partial G}{\partial q_{i}}}\right)}} to nawias Poissona, dwuliniowy operator różnicowy stosowany w mechanice Hamiltona

### Inne znaki specjalne spełniające rolę nawiasów
Inne również parzyście występujące nawiasy mają charakter specjalnych operatorów lub funkcji:
- {\displaystyle \left\lfloor x\right\rfloor } oznacza podłogę x, największą liczbę całkowitą mniejszą lub równą x (inne oznaczenie to {\displaystyle [x]})
- {\displaystyle \left\lceil x\right\rceil } oznacza sufit x, najmniejszą liczbę całkowitą większą lub równą x
- {\displaystyle \left|x\right|} oznacza wartość bezwzględną z x, macierz ujęta w pionowe kreski: {\displaystyle \det A={\begin{vmatrix}1&2&3&4\\4&5&6&7\\8&9&10&11\end{vmatrix}}} oznacza wyznacznik macierzy. Tej samej symboliki używa się też do zapisu tak odmiennych rzeczy, jak np. moc zbioru czy długość odcinka.
- {\displaystyle \Vert u\Vert } to zapis normy.
- {\displaystyle \{\!\vert \;\;\;\vert \!\}} używane bywa czasami do zapisu multizbiorów np.: {\displaystyle \{\!\vert x,x,x,y,y,z\vert \!\}.} Notacja taka pozwala rozróżnic zbiór, gdzie zwyczajowo stosuje się nawiasy klamrowe, od multizbioru.
- ⟅ ⟆ również używane przez niektórych autorów do zapisu multizbiorów np. ⟅{\displaystyle x,x,x,y,y,z}⟆

### Pojedyncze nawiasy klamrowe oznaczające wybór
Przy definiowaniu funkcji czasem stosowana jest konwencja jak poniżej:
{\displaystyle \operatorname {sgn} x:={\begin{cases}-1&x<0\\0&x=0\\1&x>0\end{cases}}.}

### Pojedyncze nawiasy klamrowe grupujące logicznie
W niektórych wypadkach wygodnie jest się posłużyć pojedynczymi nawiasami klamrowymi w celu graficznego oddzielenia fragmentów od siebie. Ta metoda bywa też stosowana w definicjach przy nieco swobodniejszym stylu lub dla wyjaśnienia trudniejszych wzorów. Przykłady:
- {\displaystyle f^{n}:=\underbrace {f\circ f\circ \ldots \circ f} _{n\ {\text{razy}}\,}}

- {\displaystyle g(x)={{2^{2}}^{{\cdot }^{{\cdot }^{{\cdot }^{2^{1}}}}}}{{}^{{}^{\Bigl .}{}{\Bigr \rbrace }}}{\begin{matrix}{}_{x\ {\rm {dw{\acute {o}}jek}}}\\{}\\{}\end{matrix}}}

## Użycie nawiasów w językach programowania
W różnych językach programowania nawiasy mają różne znaczenie. Poniższe zestawienia, dalekie od kompletności, daje kilka przykładów konwencji stosowanych w niektórych językach:

### Nawiasy okrągłe
- Jak w arytmetyce określają kolejność wykonywania działań
- W nawiasy ujmowane są często parametry i argumenty funkcji
- Operator konwersji typu w języku C i C++
- Budowa list (Lisp i pokrewne języki)
- Indeks przy dostępie do tablic (BASIC, Visual Basic)

### Nawiasy kwadratowe
- Indeks przy dostępie do tablic (np. C, Pascal, PHP)
- Operator list – literały tablicowe lub listowe (np. Python, Logo, Erlang, D, Matlab, Octave)
- W MediaWiki (np. Wikipedia) i wielu systemach Wiki oznacza linki
- W programie Mathematica w pojedyncze nawiasy kwadratowe ujmuje się argumenty funkcji, w podwójne zaś indeksy list.

### Nawiasy klamrowe
- Granice bloków (C, C++, Java, JavaScript, LilyPond i.in.)
- Granice komentarzy (Pascal)
- Pojedyncze znaki w obrębie zmiennych tekstowych (PHP)
- Granice tagów (CSS)
- Na oznaczenie zmiennej (powłoki tekstowe np. Bash)
- Szablony tekstowe i makra (Wiki)
- W programie Mathematica w nawiasy klamrowe ujmuje się listy i tablice.

### Nawiasy ostrokątne
Faktycznie używane są znaki ASCII mniejszy i większy (<>).
- Argumenty szablonów (C++) oraz „typów generycznych” (Java, C#)
- Granice tagów (SGML, HTML, XML)
- Metaznak w notacji języków formalnych (notacja Backusa-Naura)

### Inne znaki
- W wielu językach programowania używa się znaków tekstowych spełniających w istocie rolę nawiasów (np. DO ... OD (Algol 68), if ... fi (bash)
- Komentarze w języku PL/I mają np. formę /* ... */ zaś w Algol 68 (* ... *)

## Emotikony
Z racji swojego kształtu nawiasy, najczęściej okrągłe, wykorzystywane są do opisu emocji (tzw. uśmieszki lub emotikony). Jako przykład można podać:
- :) lub :-) to uśmiech,
- ;) lub ;-) to uśmiech z przymrużeniem oka,
- :( lub :-( to smutek, zmartwienie.

Znaki tego typu należy interpretować jako obróconą o 90° twarz ludzką. Sam nawias to zazwyczaj usta emotikonu, a dywiz symbolizuje nos.